# Jozef Gabčík
Jozef Gabčík, také Josef Gabčík, (7. dubna 1912 Poluvsie u Rajeckých Teplic – 18. června 1942 Praha) byl československý voják, za druhé světové války příslušník zahraniční československé armády ve Francii a Velké Británii, hrdina protinacistického odboje a jeden z parašutistů, který v rámci Operace Anthropoid společně s Janem Kubišem úspěšně provedl roku 1942 útok na zastupujícího říšského protektora Reinharda Heydricha.

## Mládí
Narodil se 7. dubna 1912 v obci Poluvsie (pokřtěn 8. dubna), dnes části Rajeckých Teplic v Žilinském kraji na Slovensku. Otec Ferdinand Gabčík byl dělník, jezdící za prací do USA a Argentiny, matka Češka Marie, rozená Beránková (na Slovensku uvedena jako Mária Baránková), byla v domácnosti. Jozef Gabčík byl nejmladším z čtyř dětí (měl dva starší bratry a sestru).
Po absolvování obecné školy v Rajeckých Teplicích odešel do Kostelce nad Vltavou v jižních Čechách, kde se v letech 1927 až 1932 vyučil kovářem a zámečníkem  a v sousedním Kovářově absolvoval dva roky pokračovací školy.

## Vojenská služba

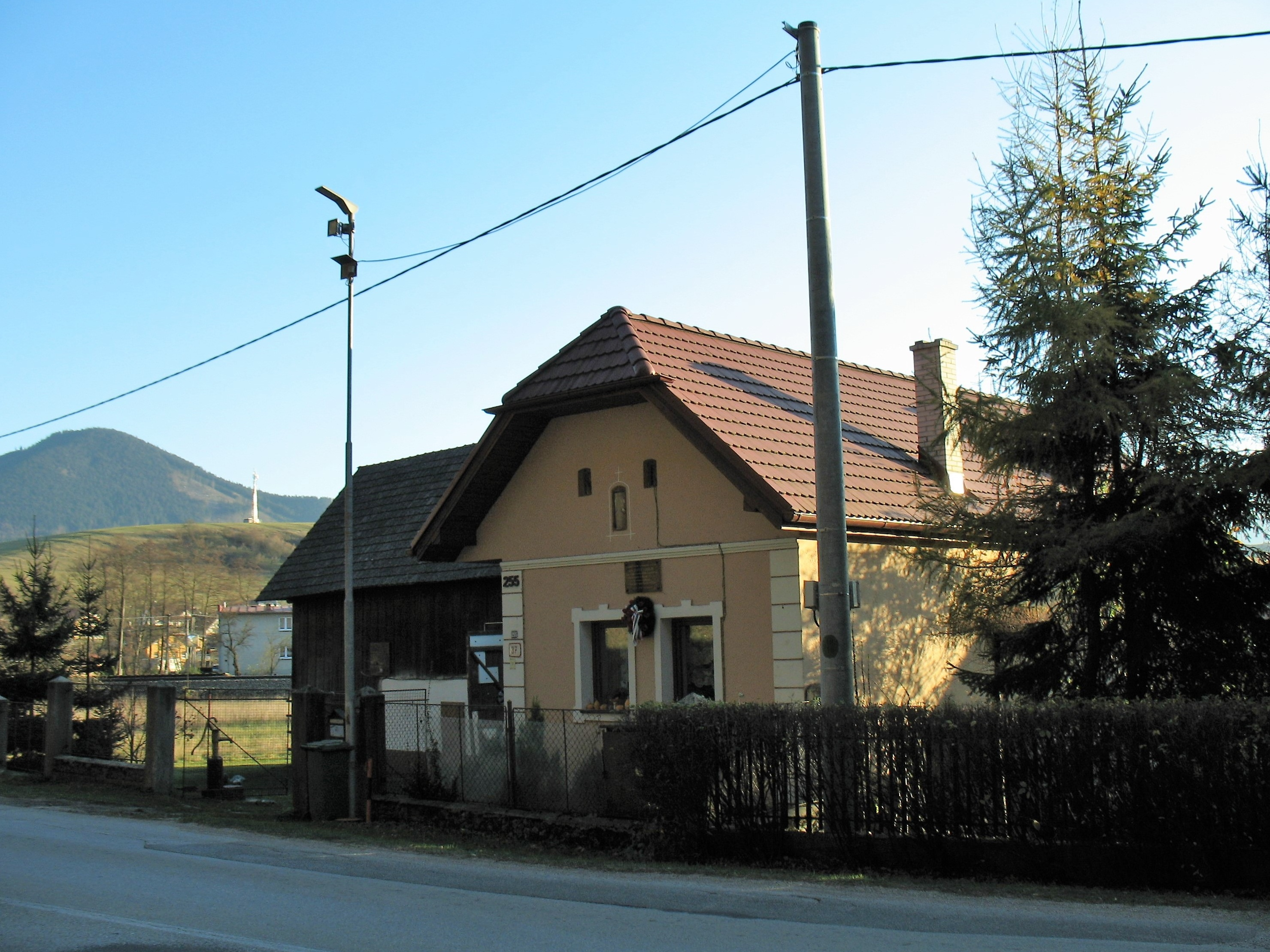
Dům, ve kterém Jozef Gabčík bydlel ve vesnici Poluvsie u Rajeckých Teplic

V rámci prezenční vojenské služby, kterou nastoupil 1. října 1932 u 14. pěšího pluku v Košicích, absolvoval i poddůstojnickou školu v Prešově s velmi dobrým prospěchem. Dosáhl hodnosti desátníka a po skončení prezenční služby v roce 1934 pokračoval na vlastní žádost jako délesloužící poddůstojník, v témže roce byl i povýšen na četaře. V roce 1937 ukončil svůj závazek a nastoupil jako civilní zaměstnanec do vojenské továrny na výrobu bojových plynů v Žilině. Ale po nehodě, kdy se nadýchal bojových plynů, byl přeložen do vojenského skladu ve Skalce u Trenčína.

## V exilu
Před převzetím skladu bojových látek německou armádou provedl sabotáž na přepravních zásobnících. Před hrozícím zatčením opustil 6. června 1939 Slovensko směrem do Polska. V Krakově vstoupil do československé vojenské skupiny. Zde se poprvé setkal s Janem Kubišem. Společně s ním odplul do Francie, kde podepsali závazek k Cizinecké legii a nastoupili k 1. pluku v Sidi bel Abbes. 26. září 1939 byl prezentován v Agde do vznikající československé zahraniční armády ve Francii a zařazen jako zástupce velitele kulometné čety u 1. pěšího pluku. 29. prosince 1939 byl povýšen na četaře a zúčastnil se bojů o Francii.
Po pádu Francie 12. července 1940 byl s ostatními evakuován do Anglie, kde požádal o přeřazení k letectvu, čemuž tehdy nebylo vyhověno. Od 2. do 22. února 1941 absolvoval kurz pro rotmistry a následně byl povýšen na rotmistra. Na základě doporučení pplk. Barovského byl zařazen do výcviku pro plnění úkolů zvláštního určení a stal se jedním z prvních osmi absolventů kurzu útočného boje ve Skotsku. Od 17. července do 27. prosince 1941 absolvoval základní sabotážní kurz, poté následoval parašutistický výcvik na letišti Ringway u Manchesteru (dnes Manchester Airport), dále potom kurzy ve střelbě, práce s výbušninami, řízení motorových vozidel a sebeobraně. Během výcviku byl informován o cílech své mise a byl jmenován velitelem výsadku Anthropoid.

## Nasazení a atentát na R. Heydricha
V noci z 28. na 29. prosince 1941 byl spolu s Janem Kubišem vysazen na území protektorátu Čechy a Morava s doklady na jméno Zdeněk Vyskočil. Místem jejich výsadku měly být původně Ejpovice poblíž Plzně, vlivem chyby při navigaci letounu však seskočili poblíž Nehvizd u Prahy. Gabčík si při seskoku poranil nohu a napadal na ni, byl však schopen chůze. Oba parašutisté se vydali na kontaktní adresu do Rokycan k penzionovanému železničáři Václavovi Stehlíkovi, který Jozefu Gabčíkovi zajistil ošetření kotníku u rokycanského lékaře Zdenko Čápa. Poté se přesunuli na další kontaktní adresu do Plzně, kde byli počátkem ledna 1942 ubytováni v ulici Pod Záhorskem 1 v rodině inspektora Václava Krále.
Přes Václava Krále získal s Janem Kubišem kontakt na Jana Bejbla s Plzně, který jim poskytl adresu poštovního úředníka z Prahy Václava Růtu. Za pomoci starosty Radobyčic Karla Baxy zajistil oběma parašutistům nové falešné doklady na jména Otto Strnad (Jan Kubiš) a Zdeněk Vyskočil (Jozef Gabčík) a přes bratrance Ladislava Krále také obstaral pro oba pracovní knížky, bez kterých se v protektorátu nedalo pohybovat. Zatímco si Gabčík léčil zranění, Jan Kubiš v Praze navázal kontakt s odbojem a zajistil přesun materiálu z Nehvizd do Prahy přes pekaře Františka Kroutila z Nehvizd, Břetislava Baumana z Horoušan a Jaroslava Starého z Šestajovic.
Po přesunu do Prahy se spojil s příslušníky dalších výsadků, se kterými se spolupodílel na plnění některých dalších úkolů. V zimě a na jaře roku 1942 se Jan Kubiš a Jozef Gabčík scházeli s odbojáři na strašnickém statku bratrů Jiřího a Miloslava Vojtěchovských, několikrát zde i přespali. Na jaře 1942 probíhaly schůzky Gabčíka a Kubiše s odbojáři v Uhříněvsi v bytě pplk. Václava Nováka, kde i minimálně jednou přespali. V okolí kóty Jankov v blízkosti rozcestí u Tří kamenů připravovali dopadové a doskové plochy pro shození materiálu a vysazení dalších parašutistů z Anglie. Na přípravách se podíleli například Oldřich Frolík či kpt. Karel Pavlík. V březnu dvakrát marně čekali na přílet letadla. Doskokové plochy v okolí Uhříněvsi nakonec využity nikdy nebyly. V dubnu 1942 byl Anthropoid přivolán k účasti při navádění bombardérů na plzeňskou zbrojovku Škoda, tzv. Operace Canonbury. 
Společně s Kubišem poté začali plánovat a připravovat provedení atentátu na R. Heydricha. Po vytipování prostoru a přípravě zbraní naplánovali uskutečnění akce na 27. května 1942.
Atentát byl proveden 27. května. Aby nedošlo k poškození aktovky[zdroj⁠?!], kterou Heydrich vezl a která pravděpodobně obsahovala důležité dokumenty, měl atentát provést Gabčík střelbou ze samopalu STEN GUN MK II FF 209. Zbraň mu při útoku ale selhala, a proto byl atentát proveden druhým členem skupiny Anthropoid Janem Kubišem, který hodil na Heydrichovo auto upravený protitankový granát vz. 73 MK1. (Příčina selhání samopalu STEN se stala námětem několika konspirativních teorií i praktických zkoušek historiků vojenských zbraní. Pravděpodobně došlo po sestavení zbraně k natáhnutí závěrky-nabití zbraně. Protože však atentátníci dlouho čekali a museli být proto pod obrovským psychickým tlakem, nelze vyloučit, že Gabčík během „nekonečného“ čekání pro jistotu opět natáhl závěr. Tím došlo k „přebití“ zbraně, která způsobila vzpříčení – zaseknutí střeliva v nábojové komoře.)
Bezprostředně po atentátu byl Jozef Gabčík oddělen od svého kola projíždějící tramvají, zanechává ho na místě a uniká ulici Na Kolínské (dnes ulice Gabčíkova). Je pronásledován Heydrichovým osobním šoférem a šéfem ochranky Johannesem Kleinem. Zahýbá doleva do ulice Na Zápalčí (dnes ulice Valčíkova) a vbíhá do řeznického krámku Františka Braunera (nejspíš doufal, že najde zadní východ, kterým unikne). Řidič Klein vbíhá za ním, při přestřelce ho Gabčík postřelí a utíká jediným východem pryč směrem k Vltavě. V bytě u Svatošových v Melantrichově ulici se umyl a napil a poté se přesouvá k Fafkovým, kde v úkrytu stráví noc z 27. na 28. května 1942.
Heydrich byl po jejich útoku odvezen do nemocnice Bulovka, kde byl operován. Jeho stav se nejprve lepšil, nakonec ale 4. června 1942 za ne zcela objasněných okolností zemřel – oficiálně na následky neznámého druhu sepse – otravy krve.

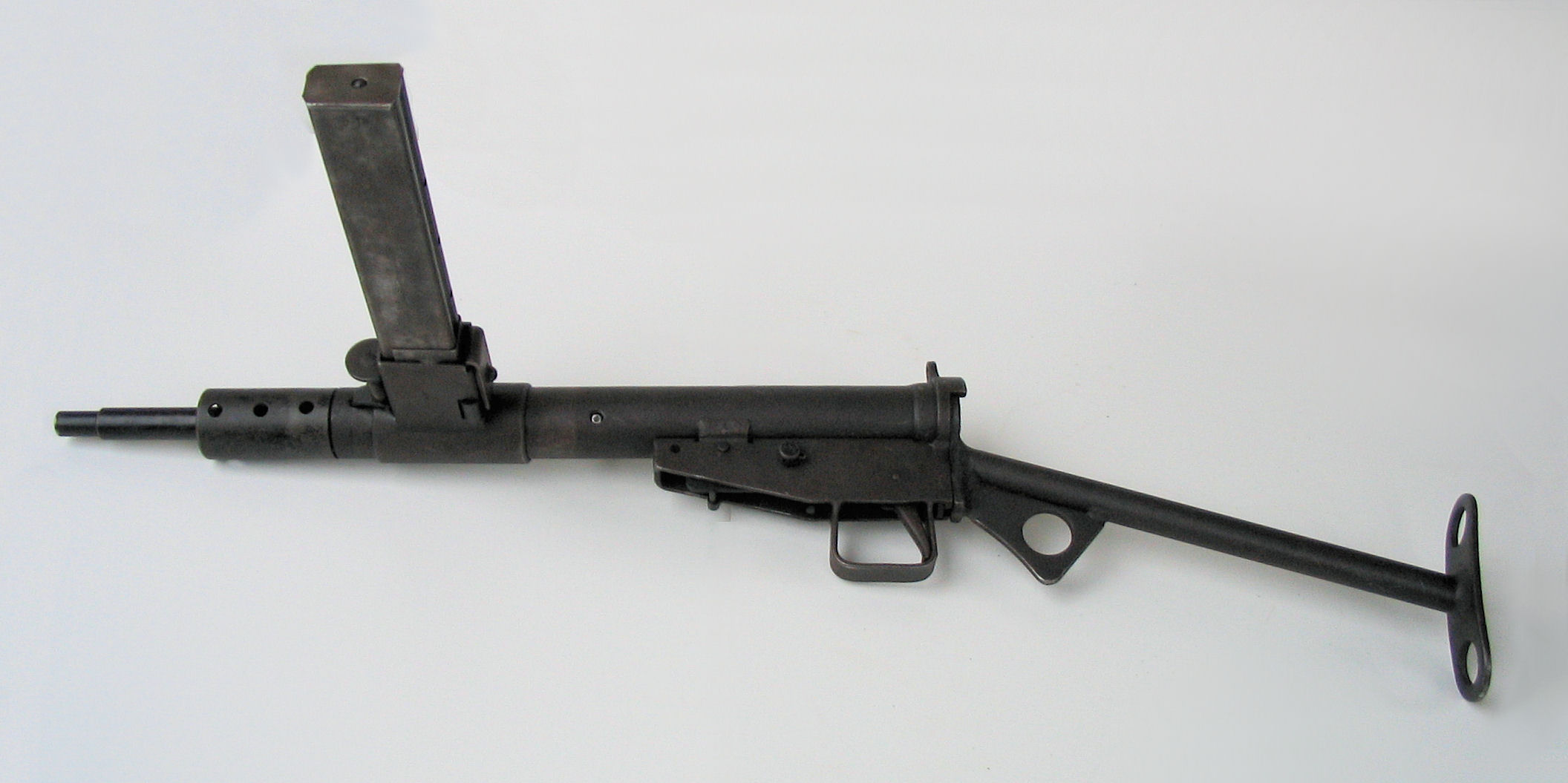
Typ samopalu Sten gun MK II použitý Gabčíkem při atentátu

### Úkryt a boj v kostele

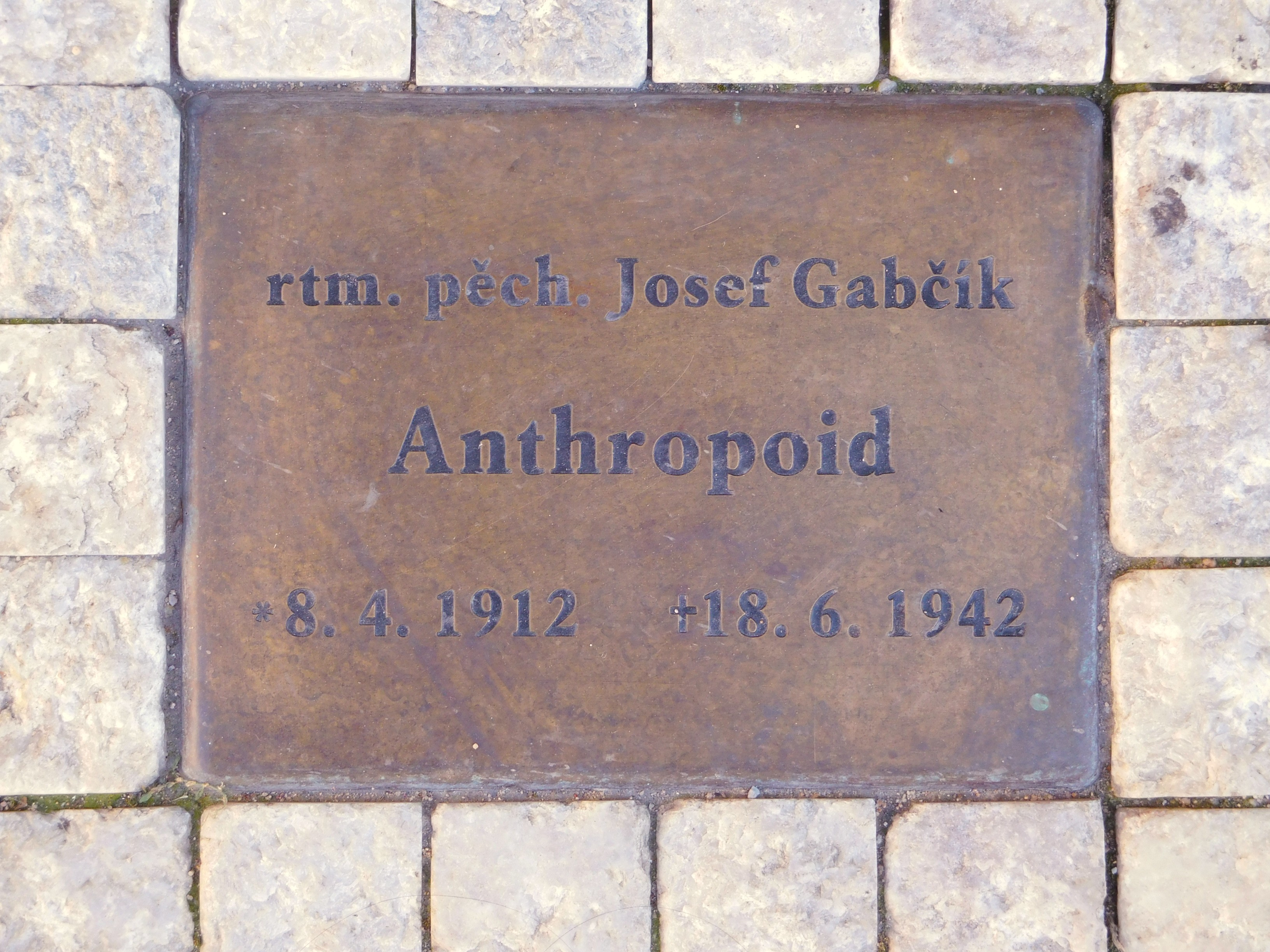
Pamětní deska J. Gabčíka na chodníku ve Václavské ulici na místě, kam bylo položeno jeho tělo

Během následujícího pátrání a represálií se Jozef Gabčík přesouvá z bytu své přítelkyně Anny Malinové 1. června 1942 do krypty kostela Cyrila a Metoděje, a připojuje se tak jako poslední k dalším šesti parašutistům. Ještě před tím, 30. května, navštívil s Kubišem v doprovodu sester Fafkových pražské kino Flora, aby shlédli zpravodajský deník. Na základě udání ze dne 16. června 1942 dalšího z výsadkářů, konfidenta Karla Čurdy, 18. června 1942 přepadlo kostel gestapo a výsadkáři tam svedli svůj poslední boj s jednotkami SS. Svému zatčení zabránil Jozef Gabčík tím, že v kryptě kostela společně se svými kolegy (Jaroslavem Švarcem, Janem Hrubým a Josefem Valčíkem) a dalšími hrdiny zvolil sebevraždu zastřelením.
Po identifikaci před kostelem na rohu Václavské a Resslovy ulice bylo jeho tělo, stejně jako těla ostatních výsadkářů, dopraveno do německého ústavu soudního lékařství v Praze pro účely další identifikace a pitvy. Hlava byla oddělena od těla, tělo pak uloženo do hromadného hrobu na hřbitově v Ďáblicích. Hlava, stejně tak jako hlava Jana Kubiše, byla zakonzervována, naložena jako "mokrý preparát" do skleněné dózy a uložena ve velké pitevně německého Ústavu soudního lékařství (dnes Ústav patologie 1. LK UK a VFN, ve Studničkově ulici) až do 20. dubna 1945. Po válce byla nejspíš odvezena do Německa, jednoznačné důkazy však neexistují.
Dne 28. října 1942 byl postupně povýšen až do hodnosti poručíka pěchoty in memoriam.

## Po válce

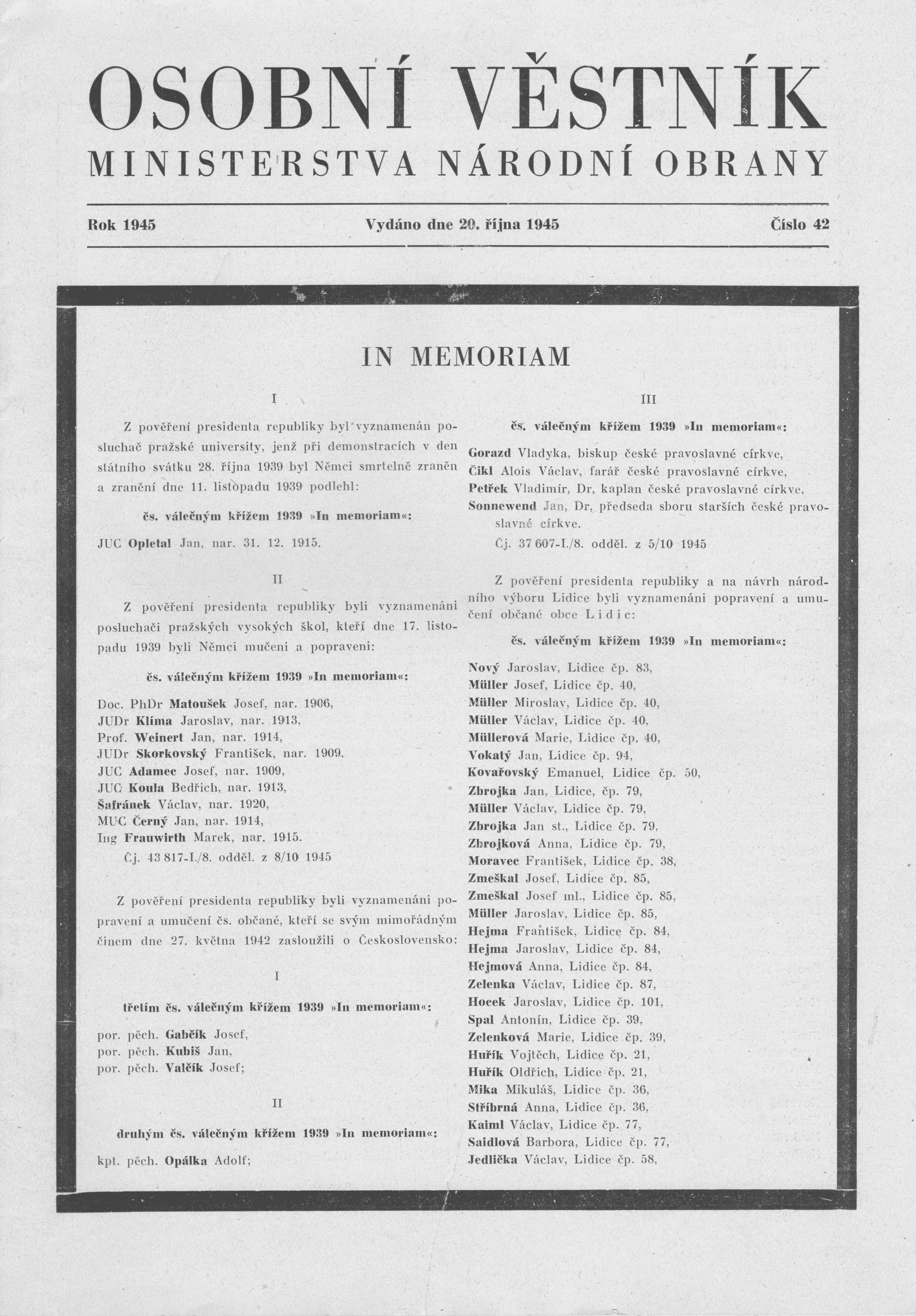
Osobní věstník MNO číslo 42 ze dne 20. října 1945 – titulní strana: udělení Československého válečného kříže 1939–1945

V roce 1945 byly v Londýně vydány československé poštovní známky s jeho portrétem.
Na památku Jozefa Gabčíka byla jeho busta usazena do národního památníku hrdinů heydrichiády při pravoslavném chrámu sv. Cyrila a Metoděje v Praze.
Na chodníku na rohu Václavské a Resslovy ulice v Praze je pamětní destička s jeho jménem v místě, kde 18. června 1942 bylo položeno jeho mrtvé tělo. Na místě je celkem sedm destiček parašutistů, kteří padli v boji v kostele sv. Cyrila a Metoděje. Osmá destička nese jméno Jana Milíče Zelenky, který spáchal sebevraždu v záběhlickém "Husově háji" a jehož tělo sem bylo převezeno k dodatečné identifikaci.
Na Slovensku byla v roce 1948 přejmenována vesnice Beš na Gabčíkovo. Přeneseně nese Gabčíkovo jméno také nedaleká přehrada na Dunaji, tzv. Vodní dílo Gabčíkovo.
Jeho příjmení nese ulice v pražské Libni, kterou unikal z místa atentátu, a ulice v dalších městech (Nehvizdy, Horoušany aj.). Jeho jméno nese také žilinský 5. pluk speciálního určení „Jozefa Gabčíka“ Armády Slovenské republiky.
Gabčík byl 1. prosince 1945 postupně povýšen do hodnosti kapitána pěchoty in memoriam. 24. června 2002 byl in memoriam povýšen do hodnosti plukovníka. 7. května 2015 ho při příležitosti 70. výročí konce 2. sv. války slovenský prezident Andrej Kiska povýšil in memoriam do hodnosti brigádního generála. Při příležitosti 75 let od atentátu na Heydricha ho 26. května 2017 povýšil znovu, na generálmajora in memoriam. Při této příležitosti původně Kiska plánoval společné povýšení Gabčíka s Janem Kubišem, ale jeho žádost byla – podle týdeníku Respekt – ze strany Pražského hradu s úřadujícím prezidentem Milošem Zemanem odmítnuta.

## Vyznamenání
- 1940 –  Croix de guerre
- 1940 –  Československý válečný kříž
- 1942 –  Druhý Československý válečný kříž
- 1944 –  Pamětní medaile československé armády v zahraničí se štítky Francie a Velká Británie
- 1945 –  Třetí Československý válečný kříž
- 1947 – Certificate of the King's commendation
- 1949 –  Československý vojenský řád Za svobodu
- 1968 –  Řád Bílého lva za vítězství
- 1992 –  Řád Milana Rastislava Štefánika III. třídy